# Picot negre de cresta escarlata
El picot negre de cresta escarlata (Campephilus melanoleucos) és una espècie d'ocell de la família dels pícids pròpia de la selva humida, clars, vegetació secundària, bosc obert i pantans de les terres baixes i muntanyes fins als 3100 m, a Panamà i des de Colòmbia, Veneçuela, illa de Trinitat i Guaiana, cap al sud, per l'est dels Andes, a través de l'est de l'Equador, est del Perú, Bolívia i Brasil fins al centre del Paraguai i nord de l'Argentina.